# Fábián Dezső
Fábián Dezső (Budapest, 1918. december 17. – Budapest, 1973. október 6.) olimpiai bajnok vízilabdázó, úszó, edző.

## Pályafutása
1936-tól 1945-ig a Magyar AC (Magyar Atlétikai Club) úszója és vízilabdázója volt. Mindkét szakágban szerzett magyar bajnoki címet. Úszóként az 1936-ban 200 mellen ifjúsági magyar bajnok lett. A következő évben ugyanebben a versenyszámban felnőtt magyar bajnok lett. az 1940-es években több úszó bajnoki címet nyert
A második világháború után az UTE (Újpesti Torna Egylet), majd 1948-tól az FTC (Ferencvárosi Torna Club) vízilabdázója lett.
1944-től 1952-ig huszonötször szerepelt a magyar vízilabda-válogatottban. Tagja volt az 1948. évi nyári olimpiai játékokon ezüstérmes, az 1952. évi nyári olimpiai játékokon bajnokságot nyert magyar csapatnak.
1960-ban az FTC vízilabdacsapatának edzője lett. Irányítása alatt a klubcsapat négyszer – 1962, 1963, 1965 és 1968 – nyert magyar bajnokságot.  1970-től az OSC utánpótláscsapatának edzőjeként tevékenykedett. 1965 novemberében a Magyar Úszószövetség vízilabda-szakbizottságának titkára volt.

## Sporteredményei
- vízilabdában:
  - olimpiai bajnok (1952)
  - olimpiai 2. helyezett (1948)
  - Európa-bajnoki 4. helyezett (1947)
- úszóként:
  - ötszörös magyar bajnok

## Díjai, elismerései
- A testnevelés és sport kiváló dolgozója (1965)[1]